# هوراشيو فيتش
هوراشيو فيتش (بالإنجليزية: Horatio Fitch)‏ هو منافس ألعاب قوى أمريكي، ولد في 16 ديسمبر 1900 في شيكاغو في الولايات المتحدة، وتوفي في 1 مايو 1985 في إستيس بارك في الولايات المتحدة.

## وصلات خارجية
- هوراشيو فيتش على موقع أوليمبيديا (الإنجليزية)